# Лінк (одиниця довжини)
Лінк (li) (англ. link — ланка ланцюга) — застаріла британська та американська одиниця вимірювання відстані, що дорівнює 20,1168 см.
1 лінк=7,92 дюймам = 1/100 чейна=1/1000 фурлонга=20,1168 см.